# Vollore-Ville

Vollore-Ville este o comună în departamentul Puy-de-Dôme, Franța. În 1 ianuarie 2022 avea o populație de 714 de locuitori.